# Медина (квартал)
Вижте пояснителната страница за други значения на Медина.
Медина (на арабски: المدينة العتيقة) в страните от Магреб и Северна Африка като цяло е старата част на града, построена по времето на арабското владичество през IX век. Думата „медина“ (ал-мадинат) на съвременен арабски означава просто „град“.

## Описание
По правило медината е оградена със стена. Обикновено вътре в медината има много тесни улички (понякога широки под метър), които образуват истински лабиринти. Поради това движението на автомобили в медината е невъзможно, а понякога е затруднено и движението на двуколесни превозни средства. Тесните и заплетени улици са служили като допълнителна пречка пред възможните завоеватели.
Значителни останки от старата архитектура са запазени в исторически градове като Алжир, Тлемсен, Недрома и Константин, както и в много градове в Сахара.:с. 100 В град Алжир по-голямата част от историческия долен град е разрушена и преустроена по европейски начин след френското завоевание. Единствената част от стария град, която е останала относително недокосната, е горният град, в който се намира „касбата“ („цитадела“ на арабски) и бившата резиденция на владетелите, и по този начин става известен като „касбата“ на Алжир.:с. 237 
В много медини са запазени древните фонтани, дворци и джамии заради тяхното културно значение и като туристически атракции.

## Известни медини

### В градовете на Алжир
- Старата Касба в Алжир
- Медина в Беджая
- Медина в Константин

### В градовете наМароко
- Казабланка
- Фес – най-голямата медина в света.
- Ес-Сувейра
- Маракеш
- Мекнес
- Рабат
- Танжер
- Ел-Джадида

### В градовете наТунис
- Бизерта
- Кайруан
- Махдия
- Монастир
- Набул
- Медина в Сус
- Сфакс
- Таузар
- Хамамет
- Хумт-Сук
- Ел-Кеф

### В други страни
- Триполи (Либия)
- Дакар (Сенегал)